# Senat Kaisen IV
Der Senat Kaisen IV amtierte vom 29. November 1951 bis 28. Dezember 1955 als Bremer Landesregierung.
| Amt                                               | Name                                      | Partei | Partei |
| ------------------------------------------------- | ----------------------------------------- | ------ | ------ |
| Bremer Bürgermeister und Präsident des Senats     | Wilhelm Kaisen                            |        | SPD    |
| Bürgermeister                                     | Theodor Spitta                            |        | FDP    |
| Justiz, Verfassung und kirchliche Angelegenheiten | Theodor Spitta                            |        | FDP    |
| Inneres                                           | Adolf Ehlers                              |        | SPD    |
| Finanzen                                          | Wilhelm Nolting-Hauff                     |        | FDP    |
| Bau                                               | Emil Theil                                |        | SPD    |
| Häfen, Schifffahrt und Verkehr                    | Hermann Apelt                             |        | FDP    |
| Wirtschaft                                        | Hermann Wolters                           |        | SPD    |
| Ernährung und Landwirtschaft                      | Martin-Heinrich Wilkens bis 4. April 1952 |        | CDU    |
| Ernährung und Landwirtschaft                      | Helmut Yström                             |        | CDU    |
| Arbeit                                            | Gerhard van Heukelum                      |        | SPD    |
| Bildung                                           | Willy Dehnkamp                            |        | SPD    |
| Jugend                                            | Annemarie Mevissen                        |        | SPD    |
| Wohlfahrt und Gesundheit                          | Johannes Degener                          |        | CDU    |
| Wohnungswesen                                     | Johannes Degener bis 9. April 1952        |        | CDU    |
| Wohnungswesen                                     | Helmut Yström                             |        | CDU    |
| Wirtschaftsforschung und Außenhandel              | Gustav Wilhelm Harmssen bis 25. März 1953 |        | FDP    |
| Wirtschaftsforschung und Außenhandel              | Ludwig Helmken                            |        | FDP    |